# Siège de Fort Détroit
Pour la reddition de Détroit de la guerre anglo-américaine de 1812, voir Bataille de Détroit.
Rébellion de Pontiac
Le siège de Fort Détroit est un épisode de la résistance des Amérindiens dirigés par le chef Pontiac contre les Britanniques lors de la rébellion de Pontiac en 1763.

## Contexte

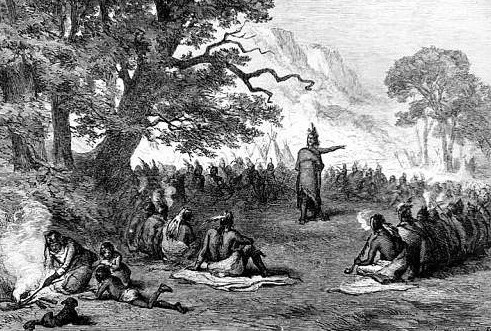
Pontiac organise la résistance et l'union des Nations amérindiennes le 27 avril 1763.

En novembre 1760, durant la guerre de Sept Ans, le fort Détroit est capturé par les forces britanniques. Le traité de Paris de 1763, donne à la Couronne britannique le Canada. Les Nations amérindiennes alliées des Français refusent cette situation et continuent la guerre contre les Britanniques.
Le 27 avril 1763, Pontiac parlemente lors d'un conseil des chefs amérindiens, à environ une quinzaine de kilomètres au sud du Fort de Détroit. Il rappelle les enseignements du sage prophète Neolin qui prônait l'unité des Nations amérindiennes. Pontiac convainc un certain nombre de Nations, telles que celles des Outaouais, Ojibwés, Potawatomis et Hurons à se joindre à lui dans une tentative de s'emparer du Fort de Détroit et d'en chasser les Britanniques. Parmi les chefs amérindiens, le chef Wasson ou Ouasson à la tête d'un troupe d'environ 200 guerriers de la Nation des Sauteux.

## Siège de Fort Détroit
Le 7 mai 1763, Pontiac assiège le fort avec plus de 300 combattants amérindiens. Le commandant du fort, Henry Gladwin, organise la défense du fort avec ses 120 hommes de garnison. La région est aux mains des tribus amérindiennes qui tuent tous les soldats et les colons britanniques dans les parages, laissant la vie sauve aux seuls Français et Canadiens-français croisés ou vivant sur le territoire.
Le 28 mai 1763, une troupe, d'une centaine de soldats britanniques, envoyée en renfort, est attaquée par 200 guerriers amérindiens. Plus d'une soixantaine d'entre eux sont tués. Ceux qui ont pu fuir atteignent le Fort Sandoské que les Amérindiens ont déjà incendié. Ils poursuivent leur fuite vers Fort Niagara. Informés de l'infortune de leurs troupes autour du Fort Détroit, les Britanniques organisent une expédition militaire fin juillet 1763 avec 260 soldats pour surprendre et capturer Pontiac. Mais Pontiac, informé par des colons français, attend cette expédition militaire. Surprises par la résistance des Amérindiens, les forces britanniques sont battues et battent en retraite, laissant une vingtaine de morts derrière eux.
Le 31 mai 1763, après discussion entre les chefs Pontiac et Wasson, ils décidèrent de mettre fin aux attaques contre le fort et de concentrer plutôt leurs efforts pour en bloquer les voies d’accès, de manière que ni ravitaillements ni renforts n’y puissent arriver.
Après plusieurs mois de siège, les assiégeants commencent à déserter le siège. Pontiac essaie de convaincre les Français vivant dans le Pays des Illinois et dans le Nord de la Louisiane française de se joindre à eux pour reprendre le fort, mais en vain. Finalement, le 31 octobre 1763, Pontiac est contraint de lever le siège.